# Keizerskroon (hoofddeksel)
De keizers van een aantal Europese keizerrijken en die van de keizerrijken die in de Europese koloniën ontstonden droegen een keizerskroon en voerden in hun heraldische wapen ook deze kroon.

## De kronen van het Heilige Roomse Rijk

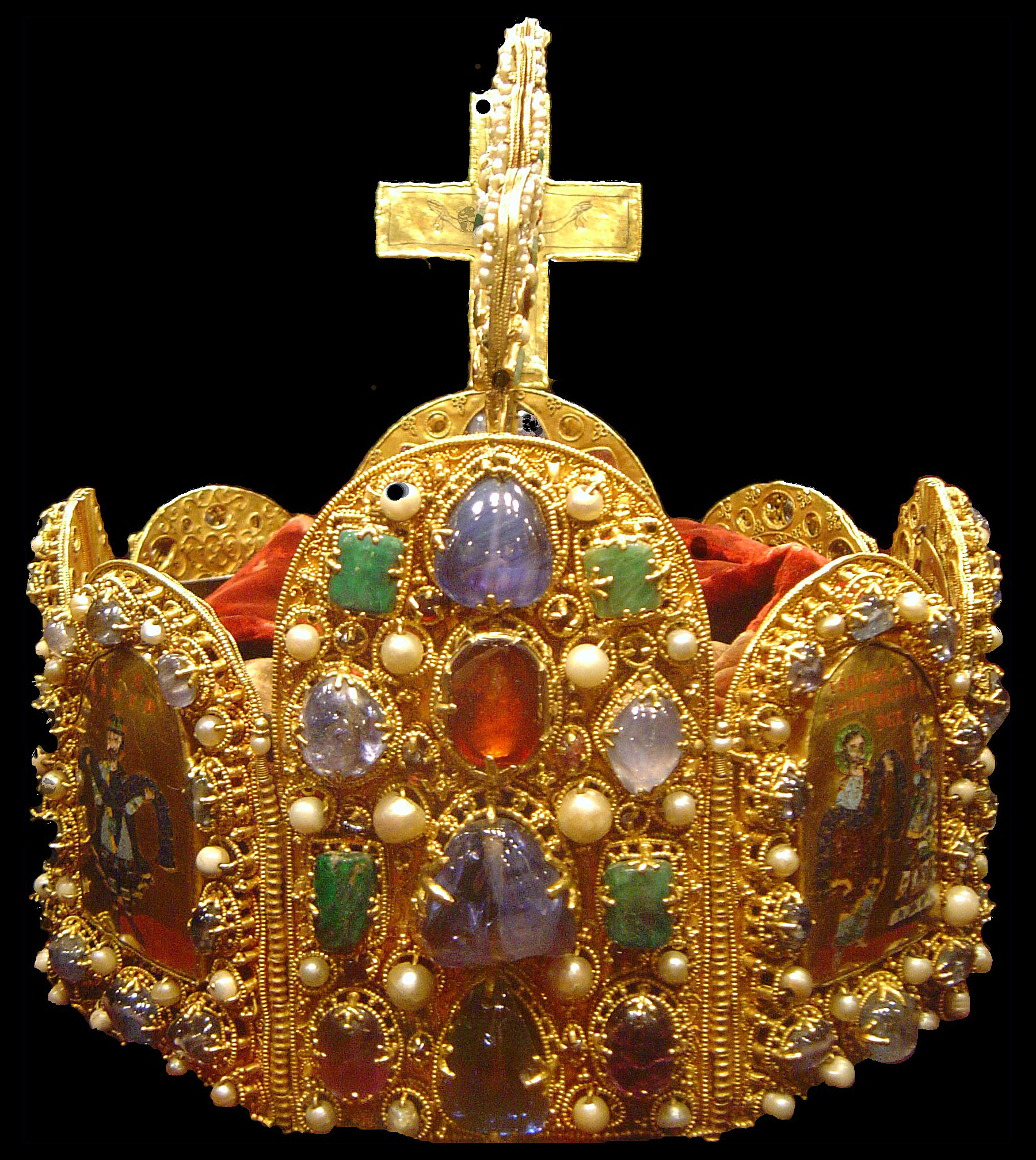
De zogenaamde kroon van Karel de Grote uit de 10e eeuw

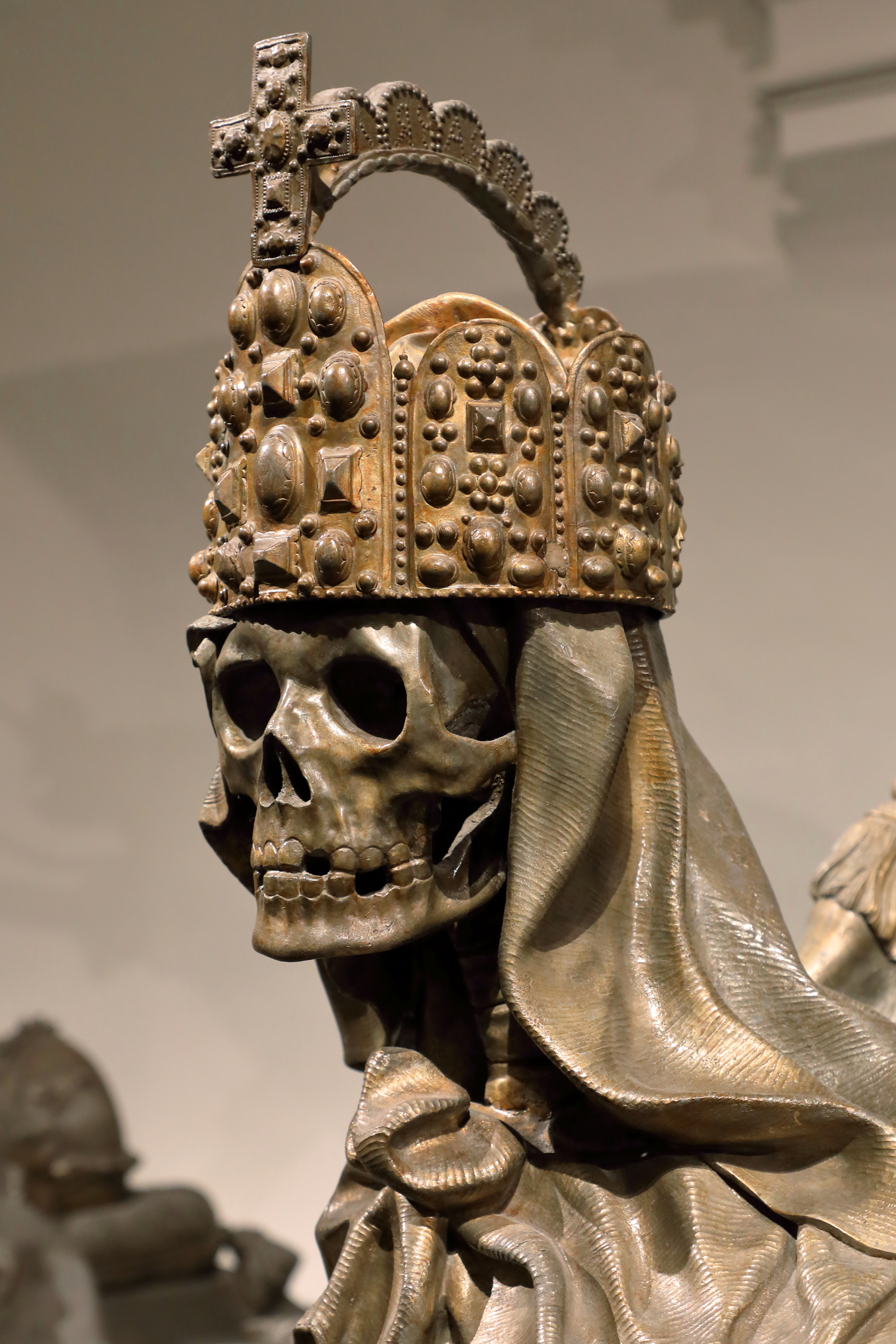
De keizerskroon op het graf van keizer Karel VI. De opstaande diadeem op de kroon is goed herkenbaar.

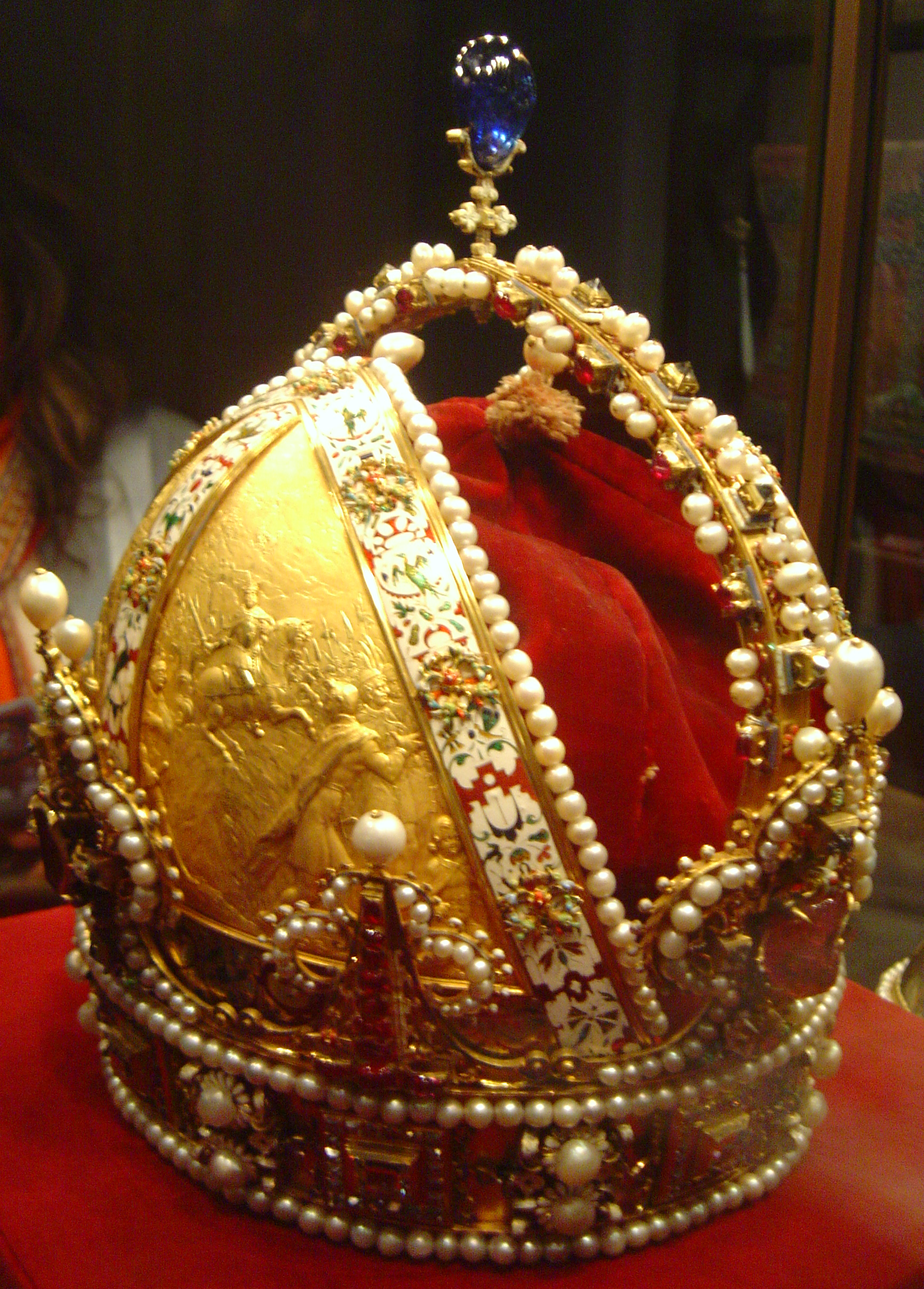
De keizerskroon van Rudolf II, Keizer van het Heilige Roomse Rijk wordt de "Rudolfinische Keizerskroon" genoemd.

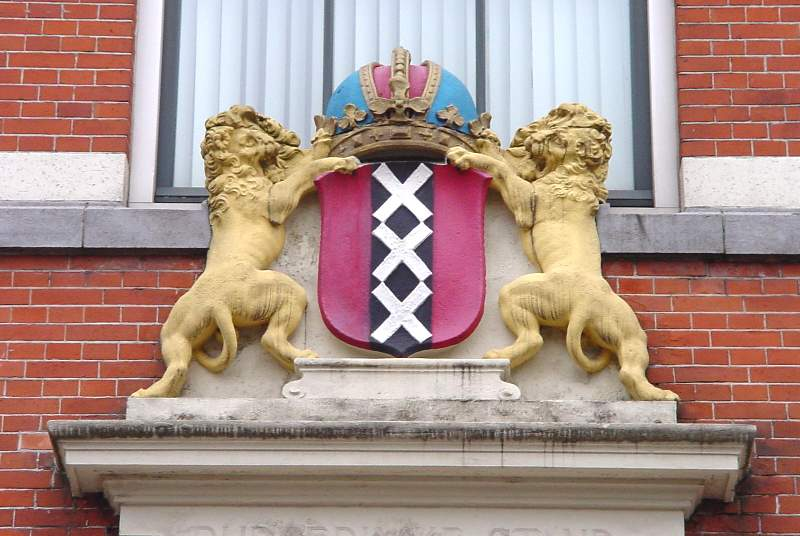
Het wapen van Amsterdam met de 'blauwe' Keizerskroon.

In het Heilige Roomse Rijk zijn aanvankelijk verschillende modellen als keizerskroon in gebruik geweest. De bekendste en oudste nog bestaande is zogenaamde kroon van keizer Karel de Grote, die in werkelijkheid uit de 10e eeuw stamt. Deze kroon is versierd met emailleerwerk in de Byzantijnse stijl en een groot aantal edelstenen, halfedelstenen, gemmen en intaglio's (gegraveerde stenen).
De kroon wordt afgedekt met een opvallende beugel en een gouden kruis. Tezamen met de overige regalia en de rijksschat werd deze rijkskroon bewaard op de Rijksburcht Trifels en later in de rijksstad Neurenberg. Voor de kroning werden deze voorwerpen dan telkens naar Aken of Frankfurt overgebracht. Na de ondergang van het Heilige Roomse Rijk in 1806 werd deze kroon naar Wenen gebracht en berust daar sindsdien in de schatkamer van de Hofburg.
In de heraldiek ontwikkelde zich voor de keizer een kroon bestaande uit de voor koningen gebruikelijke gouden band met fleurons, met als extra onderscheidingsteken een halfronde beugel van middenvoor naar middenachter. Bij de kroning van keizer Frederik III in 1452 werd daar een mijter in geplaatst en wel een kwartslag gedraaid, zodat de twee helften aan weerszijden van de beugel kwamen. Deze gecombineerde mijterkroon vormde een uitbeelding van de wereldlijke en geestelijke macht van de Rooms-Duitse keizer.
Naar het voorbeeld van deze heraldische keizerskroon lieten latere keizers ook hun eigen kronen vervaardigen, mede omdat de oude rijkskroon permanent in Neurenberg bewaard lag. Het bekendste voorbeeld hiervan is de door de Nederlandse goudsmid Jan Vermeyen vervaardigde kroon voor keizer Rudolf II.
Deze kroon heeft twee zijdelings geplaatste gouden mijterschelpen met daartussen los staand nog een diadeem, die getopt is met een kruis en daarop een grote lichtblauwe saffier. Ertussen is een muts te zien die rood gekleurd is. De hoofdband is bezet met rode en groene edelstenen en op de rand van de hoofdband staan beurtelings fleurons en korte met parels getopte pieken. Alles is verder omrand met witte parels. De symboliek van deze kroon is in het artikel Rudolfinische Keizerskroon behandeld.
De kroon van Rudolf II werd in 1804 ook de kroon van het keizerrijk Oostenrijk en werd na de ondergang daarvan in 1918 naast de oude rijkskroon van het Heilige Roomse Rijk opgeborgen in de schatkamer van de Hofburg in Wenen.
In de late 15e en begin 16e eeuw, toen de Nederlanden nog deel uitmaakten van het Heilige Roomse Rijk, hebben verschillende Nederlandse steden het recht gekregen om de heraldische keizerskroon in hun wapen te voeren. Dit zijn Amsterdam, Bolsward, Deventer, Hulst, Kampen, Medemblik, Middelburg, Nijmegen, Tiel en Zwolle.
Amsterdam kreeg in 1489 het recht om boven het Wapen van Amsterdam de keizerskroon van het Heilige Roomse Rijk te voeren. Keizer Maximiliaan I verleende dit recht als dank voor de ruime steun die de stad hem had verleend in de vorm van grote geldleningen. Ook wilde hij Brugge dwars zitten, nadat hij daar gevangen had gezeten tijdens de Vlaamse Opstand tegen Maximiliaan.

## Andere keizerskronen in Europa

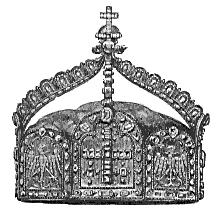
De keizerskroon van het tweede Duitse Keizerrijk (1870-1918)

In het "tweede" Keizerrijk Duitsland, dat van 1870 tot 1918 bestond, was er een heraldische keizerskroon ontworpen, die leek op de oude rijkskroon uit de 10e eeuw. Deze kroon bestond echter niet in het echt, maar werd alleen voor heraldische wapentekeningen gebruikt.
Ook de Franse keizerrijken van 1805-1815 en 1852-1870 hadden een eigen keizerskroon, net zoals het Russische tsarenrijk. De tsarenkroon had hetzelfde model als de heraldische kroon van de keizer van het Heilige Roomse Rijk en de echte kroon van dat model was bijna volledig met diamanten bezet.
In Engeland zijn een voor koningin Victoria in 1838 vervaardigde "Imperial State Crown" en de voor koning George V en koningin Maria gemaakte kronen van de keizer en keizerin van India te zien in de Tower in Londen. Omdat de oudere kronen het koninkrijk niet mogen verlaten, werden er voor hun inhuldiging te "Durbar" in India nieuwe kronen gemaakt. In de keizerinnekroon is de beroemde Koh-i-noor (Sanskriet voor "Berg van het licht") met een gewicht van 109 karaat gezet.
De Imperial State Crown wordt door de Britse vorst nog ieder jaar gedragen bij de opening van het parlement. De relatief lichte kroon bevat een tweetal beroemde edelstenen: De historische "robijn van de Zwarte Prins", in werkelijkheid een ruw geslepen spinel en een saffier die van Eduard de Belijder zou zijn geweest.
De grote diamant in de band van de kroon is de Cullinan II of "Tweede ster van Afrika" en weegt 317,40 karaat.
Napoleon Bonaparte, keizer der Fransen, gebruikte twee kronen. Een diadeem in de vorm van een gouden lauwerkrans en een hoge, door de edelsmid Biennais vervaardigde gouden beugelkroon van quasi middeleeuwse snit, die bezet was met gemmen en cameeën. Op het laatste moment besloot Napoleon om de beugelkroon niet te gebruiken. Van de lauwerkrans zijn alleen een paar gouden blaadjes bewaard gebleven. Na zijn val in 1870 werd ook de kroon van Napoleon III omgesmolten. De kroon van keizerin Eugénie is wel bewaard gebleven.

## Keizerskronen buiten Europa

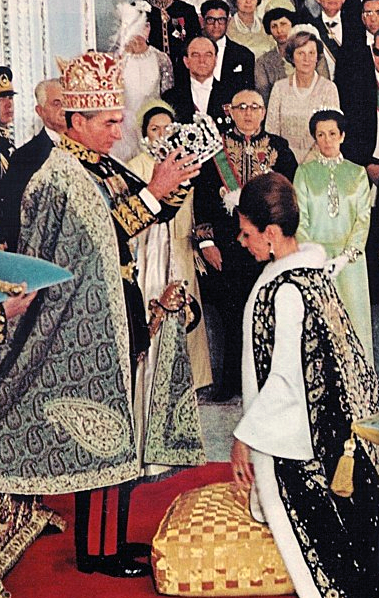
De Sjah draagt zijn keizerskroon en kroont zijn echtgenote Farah Dibah

De keizerskronen van het voormalige keizerrijk Perzië (huidige Iran) zijn beroemd om hun prachtige edelstenen. Voor de inhuldiging van de sjahinsjah (Farsi voor 'koning der koningen', of keizer) Reza Pahlavi, de eerste keizer van de Pahlavi dynastie werd een nieuwe keizerskroon gesmeed. Voor de kroning van de keizerin Farah Dibah werd door de Parijse juweliers van Cleef en Arpels, met gebruikmaking van stenen uit de Perzische schatkamer, voor het eerst in de Perzische geschiedenis ook een keizerinnekroon vervaardigd.
Ethiopië en het keizerrijk Brazilië bezaten keizerlijke kronen en de keizer van het Centraal Afrikaans Keizerrijk, Jean Bedel Bokassa I, droeg een op die van Napoleon I geïnspireerde keizerskroon. Ook de soesoehoenan van Soerakarta, een Javaanse vorst, bezit een keizerskroon; de keizerskroon van Soerakarta.